# Farsta (tunnelbanestation)
Farsta är en station inom Stockholms tunnelbana, gröna linjen, belägen i stadsdelen Farsta i Söderort inom Stockholms kommun.
Stationen ligger på en viadukt över Munkforsplan och Kroppaplan i Farsta centrum. Stationen invigdes den 4 november 1960. Den ersatte då en provisorisk station som togs i bruk när tunnelbanan dragits ut till Farsta den 19 november 1958 och som låg något längre norrut vid Farstavägen 78/Pepparvägen 81. Avståndet från nuvarande stationen till Slussen är cirka 9,4 kilometer. Stationen var ändstation på gröna linjens så kallade Farstagren fram till 1971, då förlängningen söderut till Farsta strand invigdes.
Stationen har en plattform och en biljetthall med entréer från Farsta torg, Kroppaplan och Larsbodavägen. Sett från väster vid Farsta torg går norrgående tåg i riktning mot vänster mot Alvik och södergående mot höger till Farsta strand.
Stationen är sedan 1982 smyckad med konstverket Förvandlingar i luftrummet av Gunnar Larson.

## Bilder

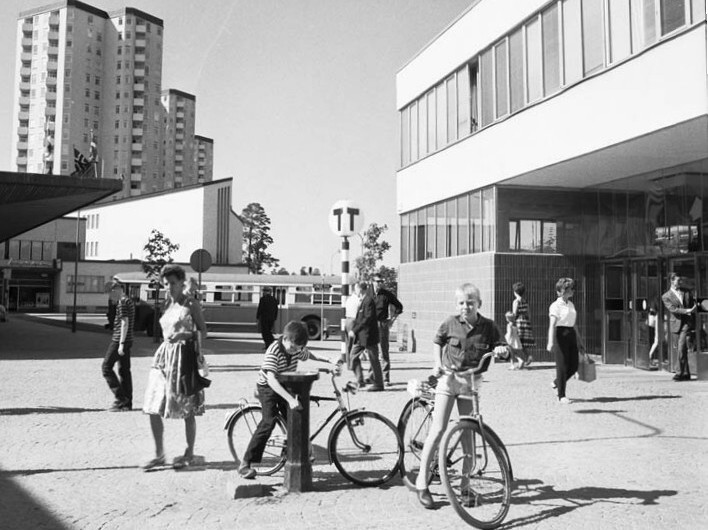
Stationsbyggnaden 1963
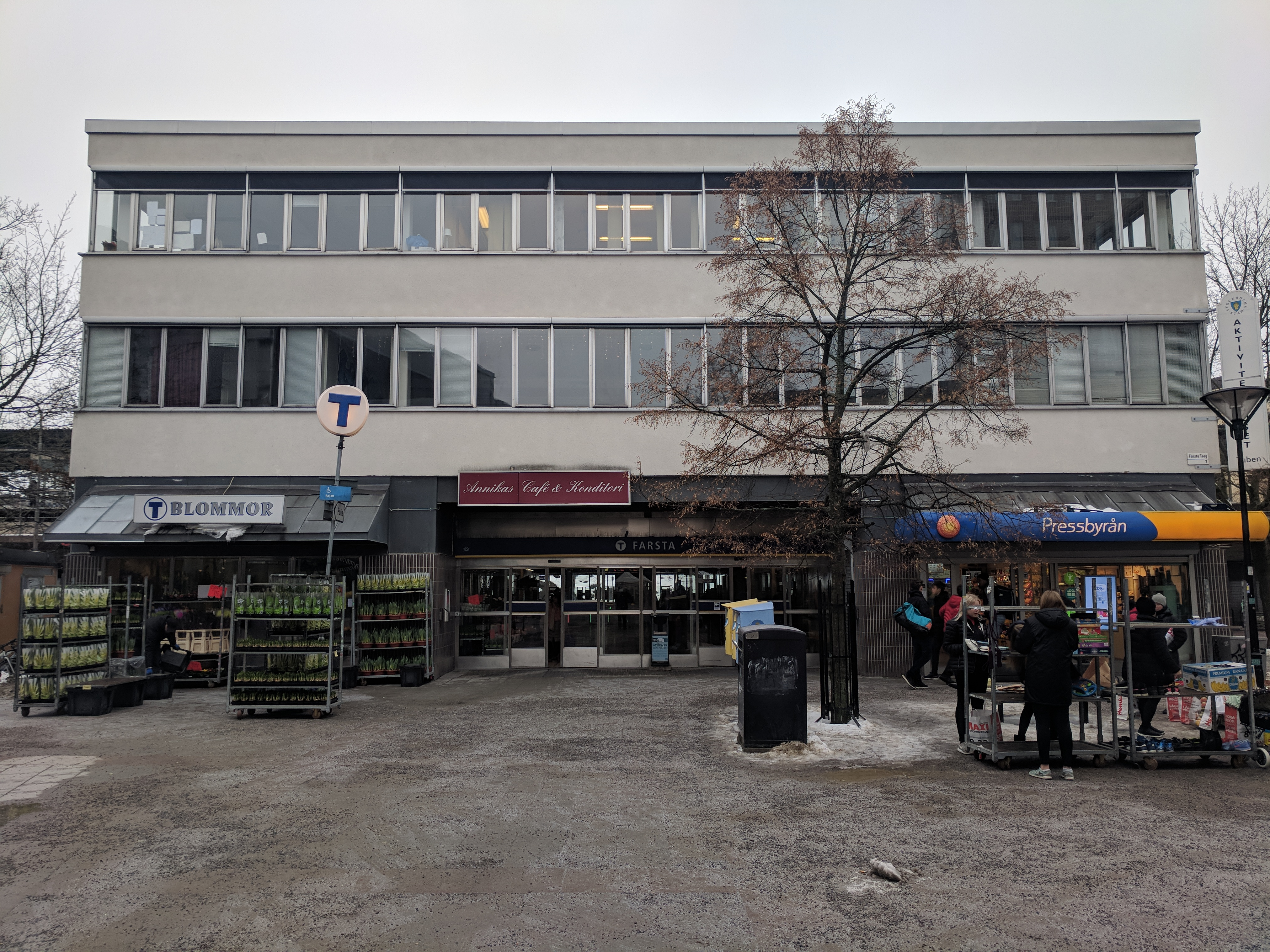
Stationsbyggnaden 2018
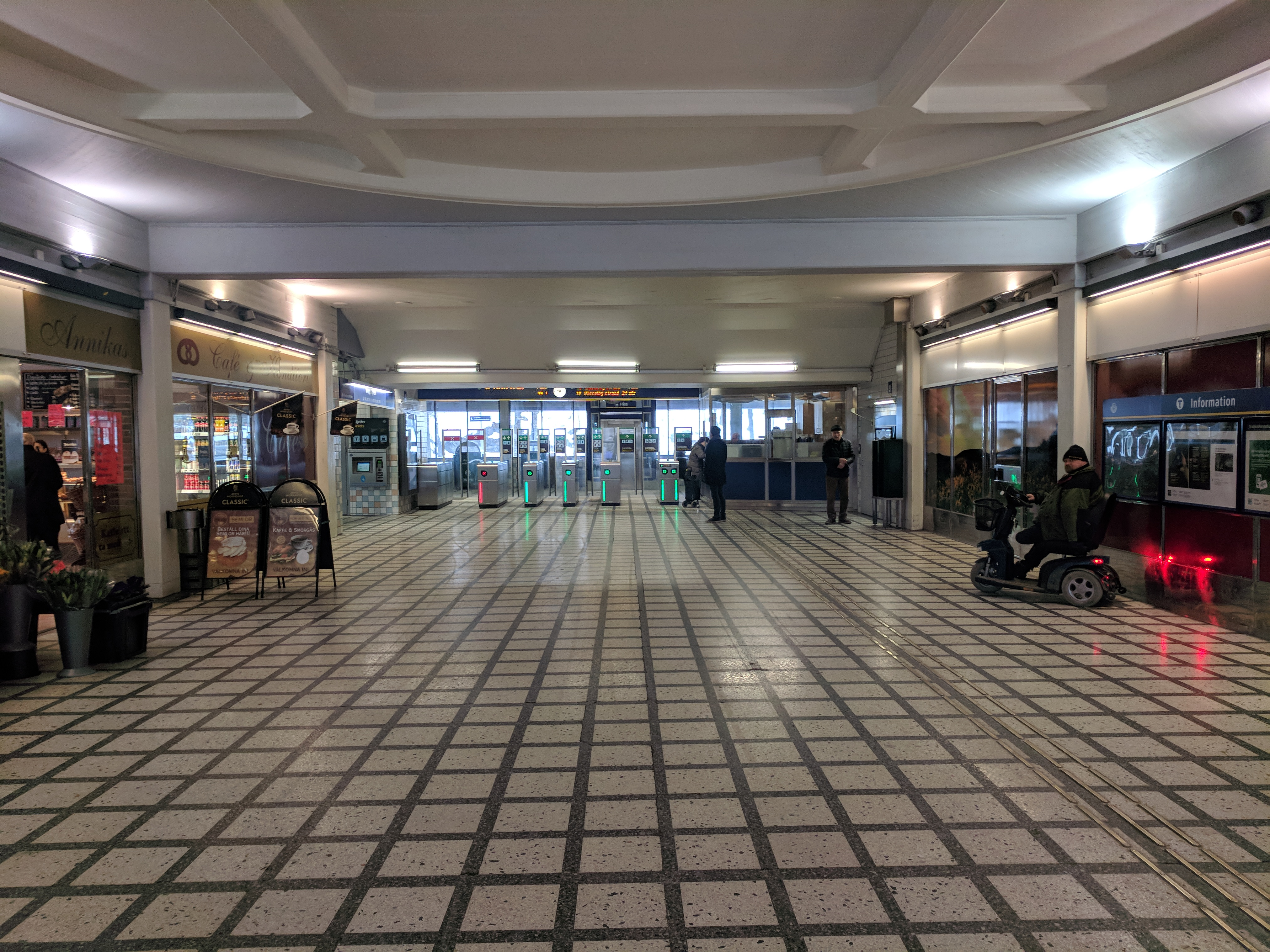
Entréhallen 2018
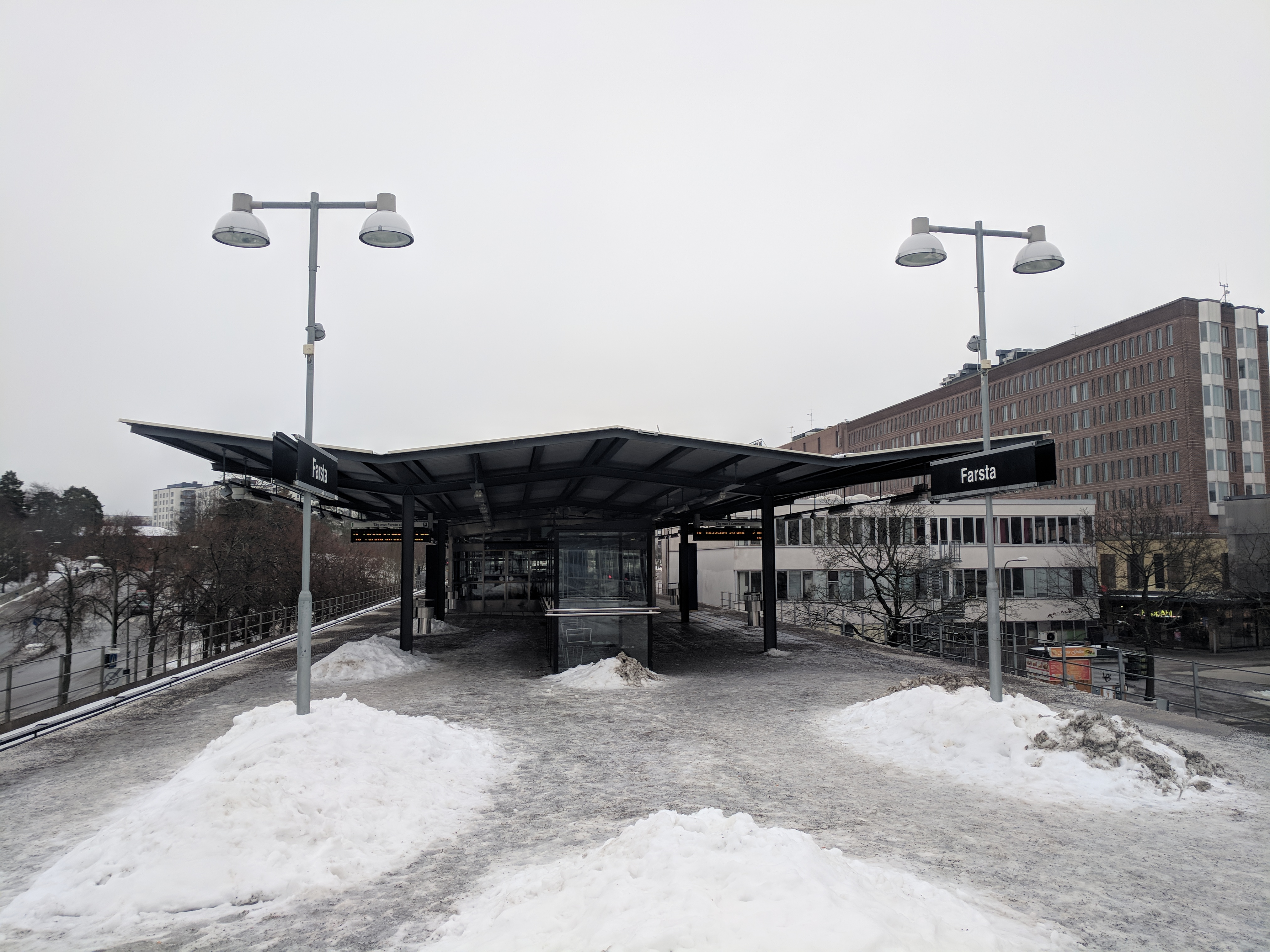
Perrongen
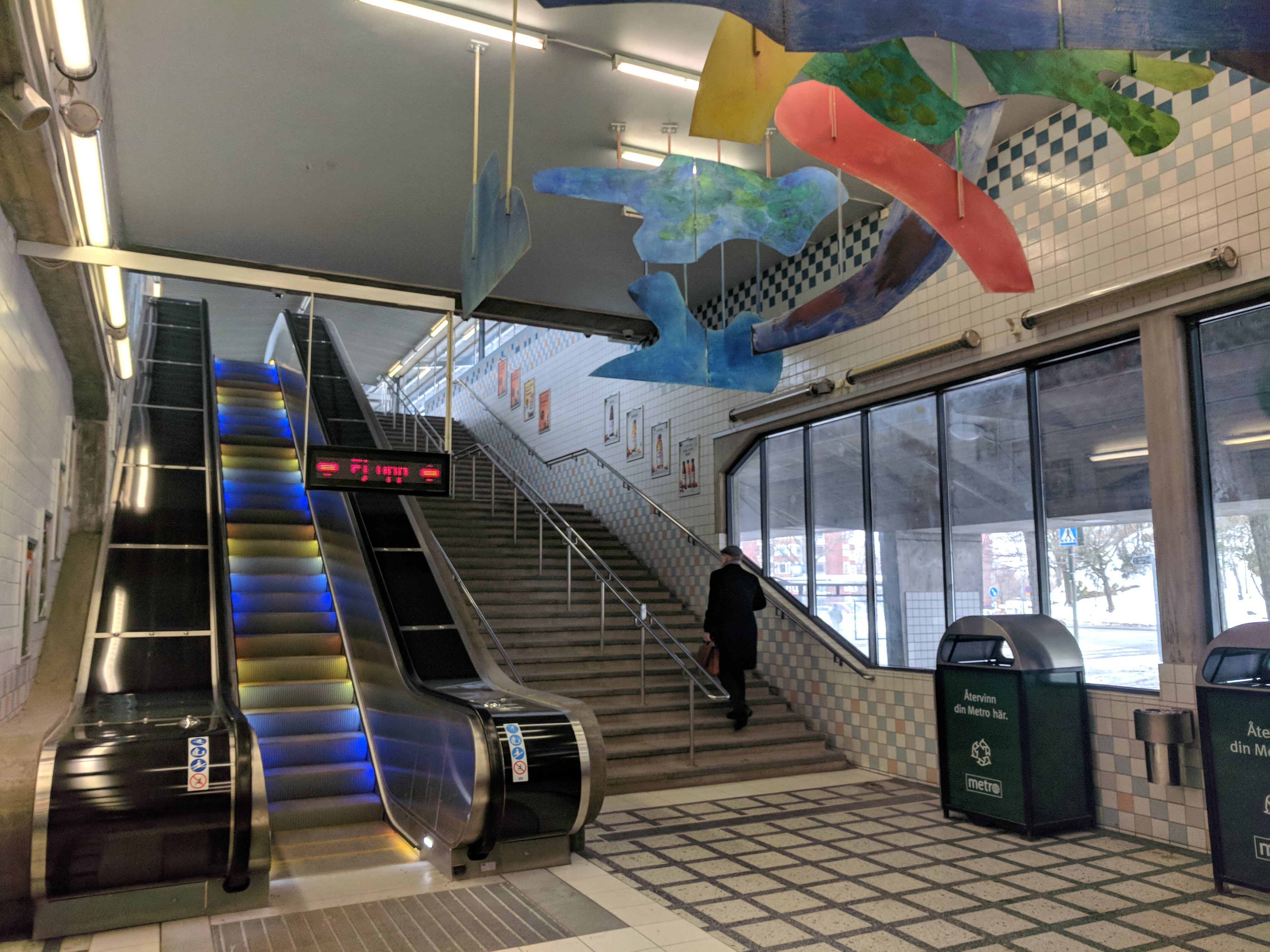
Uppgång med konstnärlig utsmyckning
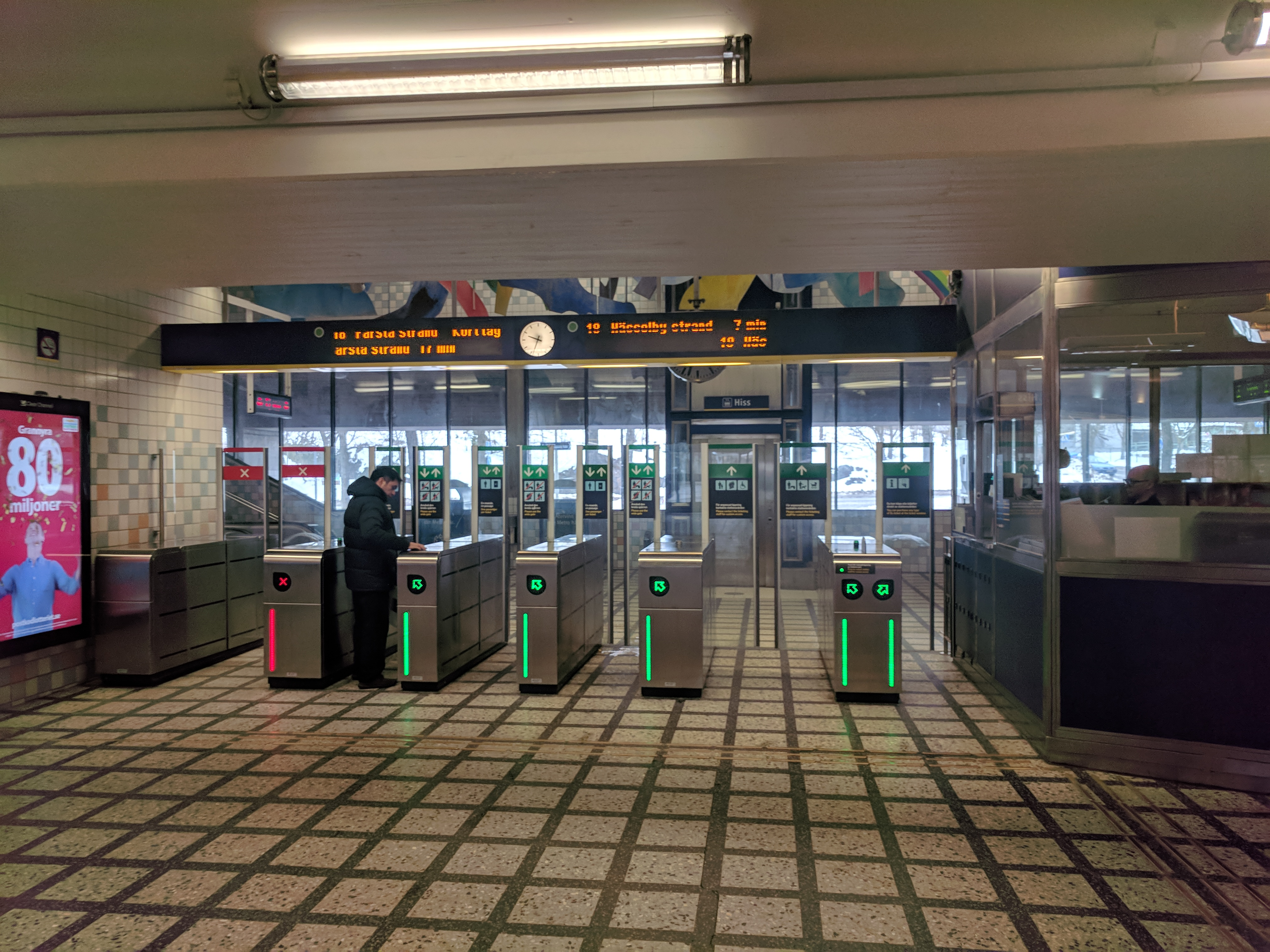
Spärren